# Liste des sites Ramsar à Bahreïn
Cet article recense les zones humides de Bahreïn concernées par la convention de Ramsar.

## Statistiques
La convention de Ramsar est entrée en vigueur à Bahreïn le 27 février 1998.
En janvier 2020, le pays compte 2 sites Ramsar, couvrant une superficie de 68,10 km2.

## Liste
| Site               | Gouvernorat                | Notes | Date            | Superficie (km²) | Altitude (m) | Identifiant Ramsar | Identifiant WDPA | Coordonnées                       | Photo |
| ------------------ | -------------------------- | ----- | --------------- | ---------------- | ------------ | ------------------ | ---------------- | --------------------------------- | ----- |
| Îles Hawar         | Gouvernorat méridional     |       | 27 octobre 1997 | 52,00            | 0 - 20       | 920                | 145813           | 25° 40′ 01″ nord, 50° 49′ 59″ est |       |
| Baie de Tubli (en) | Gouvernorat de la capitale |       | 27 octobre 1997 | 16,10            | 0            | 921                | 145812           | 26° 10′ 59″ nord, 50° 34′ 01″ est |       |